# 石隙紫堇
石隙紫堇（学名：Corydalis rupifraga）为罂粟科紫堇属下的一个种。

## 扩展阅读
維基物種上的相關：石隙紫堇